# Pierrepoint (Film)
Pierrepoint, in den Vereinigten Staaten The Last Hangman, ist ein britischer Film aus dem Jahr 2005 über das Leben des britischen Henkers Albert Pierrepoint.
Der Film kam in Großbritannien am 7. April 2006 in die Kinos. Im deutschen Sprachraum wurde er bisher nicht aufgeführt und ist auch nur in englischer Sprache auf DVD erhältlich.

## Handlung
Der Film zeigt das Leben des meistbeschäftigten britischen Henkers Albert Pierrepoint (Timothy Spall) von seiner Aufnahme in die Liste der offiziellen Henker des Landes (1932) bis zu seinem Rücktritt (1956). Man sieht, wie er mit seinem geheimen Job privat fertig wird, bis er im Zusammenhang mit der Hinrichtung zahlreicher Naziverbrecher durch Presseveröffentlichungen ins Licht der Öffentlichkeit gerät. Zu den von ihm Hingerichteten gehört sowohl James Inglis – mit nur sieben Sekunden die schnellste Hängung, von der man weiß – als auch Ruth Ellis. Seinen härtesten Augenblick erlebt er, als er seinen Freund James „Tish“ Corbitt hängen muss, nachdem dieser seine Freundin ermordet hatte.

## Themen
Pierrepoint behandelt die Todesstrafe, speziell das Hängen, aus der Perspektive des Henkers. Man wird Zeuge vieler Hinrichtungen, und auch gegen Ende des Films schockieren sie noch immer. Dennoch sieht man nicht einen finsteren, unheimlichen Henker, sondern einen Menschen, der auf seine Arbeit stolz ist und für die Verurteilten Respekt bewahrt, besonders nachdem sie tot sind. Die Geheimhaltung, mit der Hinrichtungen umgeben wurden, kontrastiert mit der Berühmtheit, die der Henker gegen seinen Willen gewinnt, als seine Rolle bei der Hinrichtung von Kriegsverbrechern bekannt wird. Seine Arbeit wie auch seine Familie werden davon berührt, da er und auch seine Frau in der Öffentlichkeit sowohl Unterstützung als auch Beschimpfung erleben.